# Юлий Цезарь (фильм, 2002)
«Юлий Цезарь» (англ. Julius Caesar) — художественный телефильм режиссёра Ули Эделя о жизни Гая Юлия Цезаря, снятый в 2002 году. Фильм посвящён памяти Ричарда Харриса.

## Сюжет
Фильм начинается, когда Юлий Цезарь ещё молод, и его дочь ещё девочка. Они находятся в Риме, когда Сулла узурпирует власть, используя армию. Тесть Цезаря попадает в проскрипционный список, Цезарь спешит, чтобы спасти его и свою жену Корнелию. Он помогает им бежать, но сам схвачен солдатами Гнея Помпея. По ходатайству Аврелии, матери Цезаря, Сулла предлагает Цезарю жизнь при условии, что он бросит свою жену. Цезарь отказывается. Сулла отпускает его, приказав тайно убить. Но Помпей, сочувствующий Цезарю, помогает ему бежать, обманув Суллу.
Корабль, на котором плыл Цезарь, захватывают пираты. Цезарю угрожает смерть, но он предлагает им выкуп. Когда родственник привозит выкуп, Цезаря отпускают. Пока Цезарь находится в изгнании, Сулла умирает от сердечного приступа. Цезарь возвращается домой, застав свою жену больной, а дочь Юлию в дружбе с Порцией, её братом Марком и кузеном Брутом.
Когда Корнелия умирает от болезни, Цезарь клянётся на её могиле сделать Рим лучше. Тем временем пираты препятствуют поставкам зерна из Африки. Цезарь убеждает сенат послать Помпея разобраться с пиратами. Несколько лет спустя Помпей возвращается, а Цезарь получает должность консула. Во время триумфа Помпея Цезаря схватывает припадок эпилепсии. Это замечает Кальпурния, дама из знатного рода. На пире у Помпея Цезарь знакомится с ней, в то время как Помпей общается с Юлией.
Цезарь и Помпей заключают сделку, по которой Помпей получает в жены Юлию, а Цезарь — легионы Помпея. Цезарь женится на Кальпурнии и отправляется с легионами на завоевание Галлии.
При разграблении галльской деревни Цезарь натыкается на воина, который храбро защищается, отказываясь покориться. Он назвал своё имя Цезарю: Верцингеторикс. Восхищённый его силой воли, Цезарь отпускает галла, дав ему коня. Но через некоторое время этот галл собирает огромное войско и противостоит Цезарю. Цезарь осаждает Верцингеторикса в Алезии, окружив его двойным кольцом укреплений. Верцингеторикс и его галлы, ожидая подкрепления, вынуждены голодать. Когда приходит подкрепление, происходит сражение, в котором Цезарь одерживает победу. Затем он возвращается обратно в Рим.
Сенат недоволен действиями Цезаря и его переходом реки Рубикон, служившей границей между Италией, где у Гая не было власти, и провинциями. Остерегаясь «нового» Суллы, римская знать холодно принимает посла Цезаря Марка Антония, прибывшего для поддержания духа римлян. Однако народ нельзя обмануть. Катону, Кассию и Помпею приходится бежать.
Прибывший Цезарь получает титул пожизненного диктатора и добавляет в Сенат своих лучших воинов. Затем, нанеся сокрушительное поражение Гнею Помпею в битве при Фарсале и преследует его до Египта. Там Гней погибает от рук своих людей, а его голова служит подарком Цезарю. Разгневанный диктатор в пылу эмоций ставит на египетский трон красавицу Клеопатру, дочь Птолемея. Саморазрушительное увлечение царицей губит Гая Юлия.
В Риме Цезарь сталкивается с проблемой: Кальпурния разочаровывается в муже, изменившем ей. Успокоив её речами о процветающей республике он открыто представляет своего сына от Клеопатры — Цезариона. Тем временем в Сенате зреет заговор. Обеспокоенный упадком республики Кассий, восстановивший своё доброе имя после подчинения Цезарю, привлекает на свою сторону видных сенаторов и Брута, внушив ему опасность власти Цезаря и его наследника. Примерно в то же время Катон, застигнутый в своей оборонительной крепости в Утике, кончает жизнь самоубийством.
Наступает 15 марта — мартовские иды по древнеримскому календарю. Цезарь получает зловещие предупреждения от своей жены Кальпурнии и предсказателя. Ни о чём не беспокоясь, он отправляется в Сенат, где ему наносят ножевые ранения бывшие друзья и товарищи. Окровавленный диктатор не верит своим глазам: среди убийц он видит Брута. Цезарь умирает на руках верной своей жены Кальпурнии. Смерть Цезаря развязывает новую гражданскую войну, ставшую ускорителем прихода императорского режима.

## В ролях
| Актёр            | Роль                                             |
| ---------------- | ------------------------------------------------ |
| Джереми Систо    | Юлий Цезарь (консул, полководец, диктатор)       |
| Даниела Пиацца   | Корнелия (жена Цезаря, мать Юлии)                |
| Валерия Голино   | Кальпурния (3-я и последняя жена Цезаря)         |
| Памела Боуэн     | Аврелия Котта (мать Цезаря)                      |
| Самуэла Сардо    | Клеопатра (Египетская царица)                    |
| Николь Гримаудо  | Юлия (дочь Цезаря, жена Помпея)                  |
| Кристофер Этридж | Аполлоний Молон (грек, учитель Юлии)             |
| Дэвид Фоксксе    | Потин (регент царя Птолемея)                     |
| Джей Роден       | Марк Антоний (кузен, друг и военачальник Цезаря) |

| Актёр               | Роль                                             |
| ------------------- | ------------------------------------------------ |
| Ричард Харрис       | Сулла (тиран и диктатор Рима)                    |
| Кристофер Уокен     | Катон (республиканец и главный противник Цезаря) |
| Крис Нот            | Помпей (полководец, консул)                      |
| Хайно Ферх          | Верцингеторикс (галльский военачальник)          |
| Тобиас Моретти      | Кассий (республиканец, главный заговорщик)       |
| Иэн Дункан          | Брут (сенатор, друг Цезаря, предавший его)       |
| Кейт Стивенсон-Пейн | Порция (жена Марка Брута)                        |

## Производство
Фильм был снят на Мальте и в Болгарии компаниями TNT, The DeAngelis Group, Five MileRiver Films и Victory Media Group. Релиз был разбит на две серии. На экраны вышел сначала в Германии (27 декабря 2002), затем в США (29 июня 2003) и других странах.

## Награды и номинации
Фильм был трижды номинирован на различные кинопремии за качественный звуковой ряд и сценарий, и получил одну премию «Eddie» от American Cinema Editors в категории «Лучший монтаж мини-сериалов или фильмов для коммерческого телевидения».

## Отзывы и критика
Фильм Юлий Цезарь получил 6,7 баллов из 10 на imdb по голосам более 1 тыс. пользователей и 3,4 из 5 баллов от более 500 пользователей на сайте Rotten Tomatoes.
Сьюзан Грэнгер в своей рецензии написала: «замысловатое исследование жизни героя слишком много времени посвящает Галльской войне и слишком мало политическим интригам, в частности саморазрушительному увлечению Цезаря египетской царицей Клеопатрой. В то время как наводящие ужас сцены сражения впечатляют, переменчивое продолжение сбивает с толку и макияж удивительно правдоподобный».
Майкл Спейер из Variety назвал фильм «дряблым мини-сериалом, который должен цеплять нетребовательную публику, пока Брут не сделает дело», а также «упрощённым во всех отношениях». Критик положительно высказался об игре трёх актёров:
Систо, известный прежде всего своим мастерством в изображении психического расстройства в «Клиент всегда мёртв», — это всё, чему учили нас учебники о Цезаре: полный достоинства, преданный своему делу, мужественный и бесстрашный. Годного, но незрелищного, его затмили два актёра, наиболее известные своим переигрыванием из всех, когда-либо одевавших тогу: Уокен начинает мощно, но далее ослабевает, и Харрис — это был его последний проект перед смертью в октябре — полный тонкостей, сарказма и великолепных мелких штрихов.Оригинальный текст (англ.)Sisto, known primarily for his mental breakdown prowess in "Six Feet Under," is everything textbooks have taught us about Caesar: stately, faithful, macho and unafraid. Servicable but unspectacular, he is shown up by two of the hammiest thesps to ever don a toga: Walken comes on strong but then pulls back, and Harris — this was his last project before dying in October — is full of nuance, sarcasm and brilliant little touches.